# 郁广动车组列车
郁广动车组列车是中华人民共和国中国铁路高速已停运的一条客运路线，往来郁南站及广州站，列车经由南广铁路和广茂铁路。现由广州局集团广州客运段负责客运任务。由於配合廣湛高鐵興建，廣茂線廣州至街邊站區間停止運作，動車組列車停運。
停運前郁南站至广州站间每天开行1对动车组列车，列车采用的车次为D7569/8（郁南往广州）和D7567/70（广州往郁南），列车在三眼桥线路所切换上下行车次。
往来南广铁路与广深铁路沿线，还可以选择在广州站或佛山西站中转。

## 背景
南广铁路开通后，途径的动车以往来南宁/昆明和广州为主，广州方向主要在广州南站办理始发终到，只有少部分列车在广州站始发终到。部分沿线的车站由于客流量少，每日停靠的动车数量较少，沿线旅客出行较为不便。
此前，广州局曾利用富余的动车运力，在节假日或客流高峰期的早上加开乐昌东站、怀集站、郁南站开往广州南站的G9XXX、D9XXX次单向的高峰动车组，其中郁南开往广州方向的高峰动车组于2020年7月调图时利用富余动车运能常态化开行。

## 历史
- 2020年7月1日，因应全國鐵路調整運行圖，广州局集团开行往返郁南站和广州站的D7569/8、D7567/70次动车组[4]。

## 时刻表
- 以下数据截至2021年4月10日：

| 里程 | D7569/8次 | D7569/8次 | 停靠站 | D7567/70次 | D7567/70次 | 里程 |
| 里程 | 到点      | 开点      | 停靠站 | 到点       | 开点       | 里程 |
| ---- | --------- | --------- | ------ | ---------- | ---------- | ---- |
| 0    | －        | 10:42     | 郁南   | 19:49      | －         | 212  |
| —    | ↓         | ↓         | 南江口 | 19:27      | 19:35      | 173  |
| 77   | 11:06     | 11:08     | 云浮东 | 19:06      | 19:13      | 135  |
| 139  | 11:28     | 11:30     | 肇庆东 | 18:43      | 18:45      | 73   |
| —    | ↓         | ↓         | 三水南 | 18:22      | 18:30      | 48   |
| 182  | 11:50     | 11:52     | 佛山西 | 18:04      | 18:11      | 30   |
| 212  | 12:12     | －        | 广州   | －         | 17:43      | 0    |

## 使用列车
- 以下数据截至2020年7月1日：

郁广动车组列车使用配属广州局集团广州动车段佛山西动车运用所的CRH2A型电力动车组，编组如下：
| 车厢编号 | 1           | 2-4         | 5                 | 6-8         |
| 車種     | ZY 一等座车 | ZY 二等座车 | ZEC 二等座车/餐车 | ZE 二等座车 |

往返郁南站和广州站的动车组列车与广深城际动车中的跨线动车不同，不与广深城际动车套跑。具體交路：佛山西动车所出庫→空载至郁南站→D7569/8→D1857/60→成都局過夜→D1859/8→D7567/70→空载回佛山西动车所（入庫）。